# Autonomní plovoucí přistávací plošina
Autonomní plovoucí přistávací plošina (autonomous spaceport drone ship, ASDS) je plovoucí ponton vybavený motorovými pohony pro udržování polohy a velkou přistávací plošinou. Umožňuje plánovité přistávání prvních stupňů raket Falcon 9 na moři, aby se nemusely po plnění svého úkolu vracet na pevninu a spotřbovávat k tomu palivo, které jinak mohou použít na urychlení nákladu.
SpaceX má v provozu tři pošiny ASDS. A Shortfall of Gravitas (ASOG) společně s Just Read the Instructions (JRTI) v Atlantiku pro starty z Mysu Canaveral a Of Course I Still Love You (OCISLY) v Tichém oceánu pro starty z Vandenbergovy letecké základny. Nezvyklé názvy plošin byly odvozeny od jmen hvězdných lodí v knižní sci-fi sérii Kultura Iana Bankse.
ASDS jsou klíčovým prvkem programu SpaceX pro znovupoužitelnost částí raket, jehož cílem je výrazné snížení ceny letů do vesmíru. ASDS jsou proto využity u většiny letů, kromě případů, kdy první stupně přistanou na přistávacích plochách 1, 2 na kosmodromu CCSFS nebo na  přistávací ploše 4 na kosmodromu VSFB, anebo kdy přistání kvůli použité trajektorii není možné. Jen díky používání ASDS se mohla SpaceX postupně dostat až do situace, kdy v lednu 2025 poprvé použila jeden ze svých urychlovacích stupňů (boosterů) po dvacáté páté. 
Vůbec první pokus o přistání na 1. verzi plošiny JRTI se odehrál 10. ledna 2015 a stejně jako druhý pokus 14. dubna téhož roku skončil nezdarem. Ale už při třetím pokusu 8. dubna 2016 si SpaceX připsala úspěch a frekvence nepovedených přistání se snižovala, takže počátkem února 2021 připadalo na 52 úspěšných přistání jen 9 neúspěchů. Ovšem po 10. nepodařeném přistání na ASDS 16. února 2021 následovalo 215 bezproblémových dosednutí. Sérii ukončilo rozlomení jedné z přistávacích nohou boosteru B1062 na konci jeho 23. letu 28. srpna 2024.
Za celou dobu od roku 2015 do 31. ledna 2025 se na ASDS pokusilo přistát 332 prvních stupňů Falconu 9 a Falconu Heavy, z toho 11 neúspěšně. 

## Historie
V roce 2009 CEO SpaceX, Elon Musk, vyjádřil ambice pro „vytvoření paradigmatu v tradičním přístupu k opětovnému použití raketového hardwaru.“
V říjnu 2014 SpaceX veřejně oznámila, že s Louisianskou loděnicí uzavřela smlouvu o vybudování plovoucí platformy pro přistávání opakovaně použitelných orbitálních nosičů. Rané informace naznačovaly, že plošina by měla přilnavý povrch s rozměry přibližně 90 × 50 metrů a byla by schopna přesného polohování tak, aby platforma mohla držet svou polohu pro přistání rakety. Dne 22. listopadu 2014 vydal Musk fotografii a další podrobnosti o její konstrukci a velikosti.
V prosinci 2014 byl jako základ první lodi použit Marmac 300 umístěný v Jacksonville na Floridě, kde SpaceX postavila stojan pro zajištění prvního stupně po přistání. Stojan se skládá ze čtyř stojanových konstrukcí o výšce 270 cm a šířce 244,5 cm na betonové základně. Mobilní jeřáb zvedne první stupeň rakety z lodi a umístí ho na stojan. Tam se ze stupně demontují přistávací nohy a poté se stupeň sklopí a naloží na tahač pro přepravu.
Umístění ASDS při prvním pokusu o přistání bylo v Atlantiku 320 km severovýchodně od místa startu na Mysu Canaveral a 266 km jihovýchodně od Charlestonu v Jižní Karolíně.

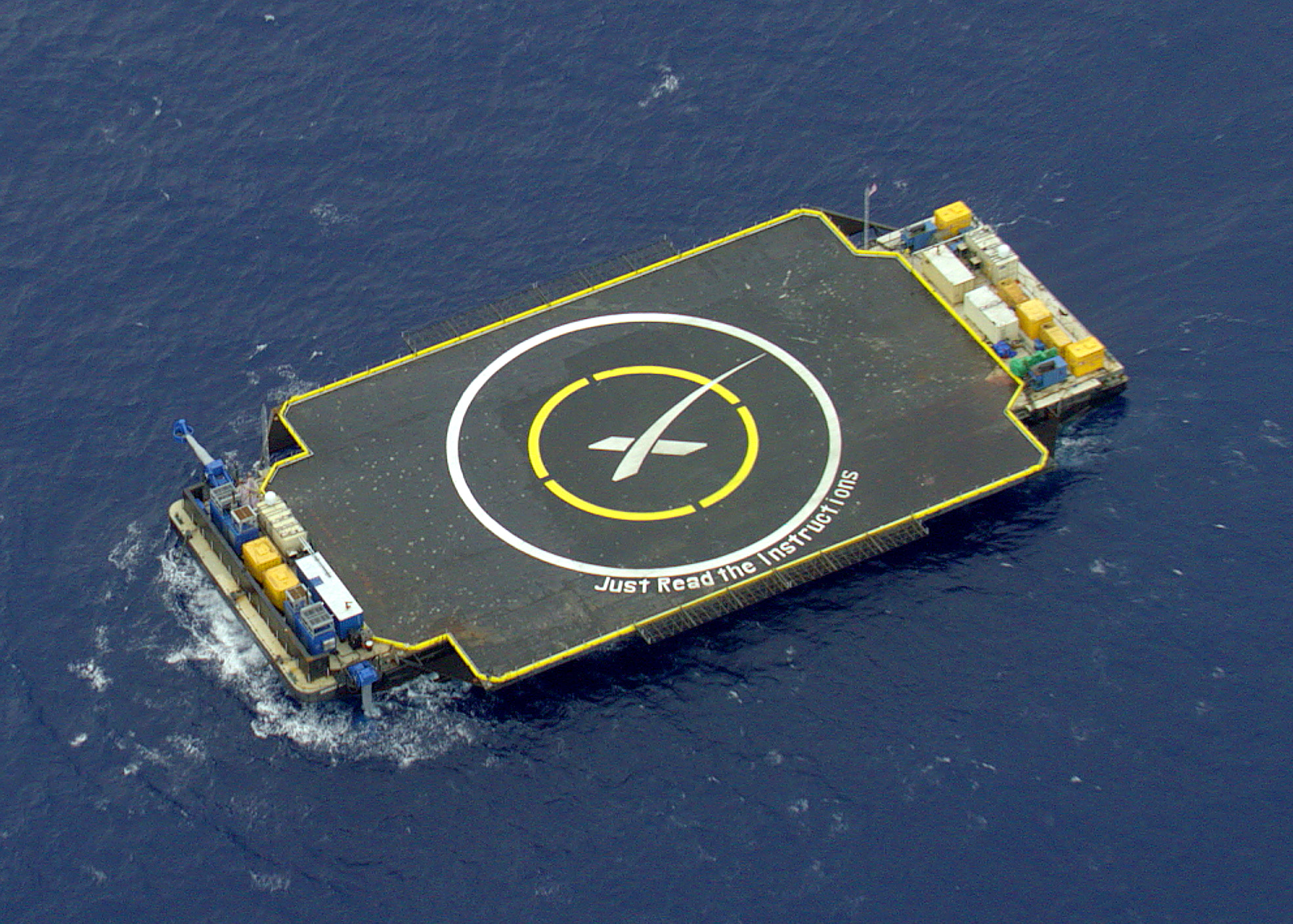
Just Read the Instructions, vytvořená z člunu Marmac 300, v pozici pro test přistání Falconu 9, při jeho 17. letu. Duben 2015.

Dne 23. ledna 2015, během oprav lodi po neúspěšném prvním pokusu o přistání, Elon Musk oznámil, že loď by měla být pojmenována Just Read the Instructions (Stačí si přečíst pokyny) a sesterská loď plánovaná pro západní pobřeží bude pojmenována Of Course I Still Love You (Samozřejmě, že tě stále miluji). Později, 29. ledna, SpaceX uvolnila upravenou fotku, která ukazovala, jak bude loď vypadat s napsaným názvem. Obě lodě jsou pojmenované po dvou kosmických lodích GCU (General Contact Units), které mají autonomní umělou inteligenci a objevují se v románu The Player of Games od Iaina M. Bankse.
První Just Read the Instructions byla v květnu 2015 vyřazena po přibližně šesti měsících služby v Atlantiku a její práci převzala Of course I Still Love You. Bývalá ASDS byla upravena tím, že byly odstraněny křídla, která prodlužovala plochu člunu, a další technické vybavení, které bylo přidáno na původní člun. Tyto díly byly uloženy pro budoucí opětovné použití.

### Aktivní plošiny ASDS
SpaceX následně pronajala další tři čluny – Marmac 303, Marmac 304 a Marmac 302 – a zahájila konstrukci tří ASDS.

#### Of Course I Still Love You

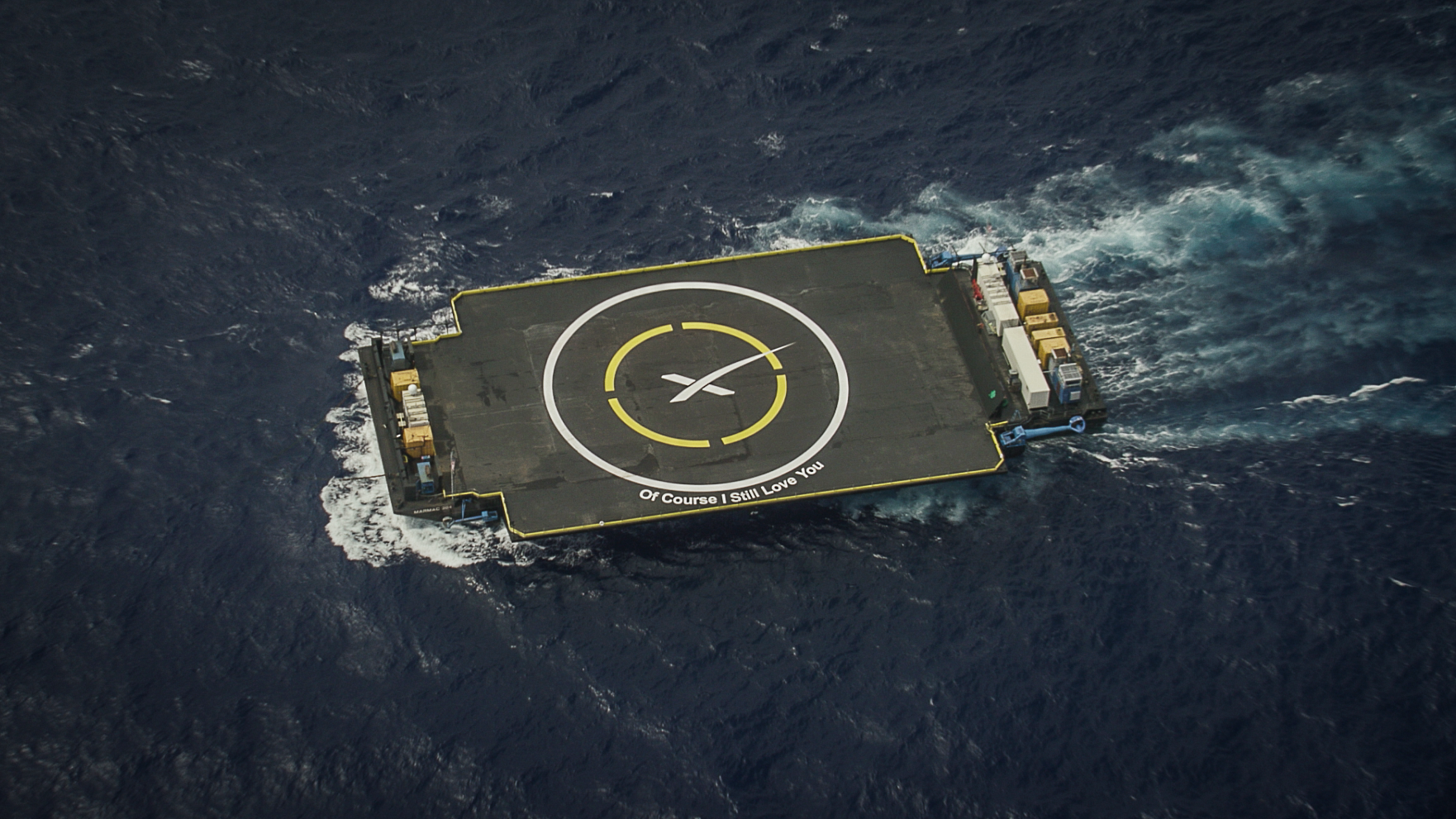
Of Course I Still Love You založená na člunu Marmac 304

Druhá loď ASDS, Of Course I Still Love You (OCISLY, česky Samozřejmě, že tě stále miluji), byla od počátku roku 2015 ve výstavbě v louisianské loděnici s použitím trupu Marmac 304, aby mohla sloužit na východním pobřeží. Byla postavena jako náhrada za první Just Read the Instructions. Od června 2015 byl její domovský přístav v Jacksonville na Floridě, ale po prosinci 2015 byl domovský přístav změněn na Port Canaveral.
Zatímco rozměry lodě jsou téměř totožné s původní ASDS, bylo provedeno několik vylepšení včetně ocelových stěn, které byly postaveny mezi zadními kontejnery a přistávací palubou. Loď měla být poprvé použita při letu CRS-7, který ovšem selhal při startu dne 28. června 2015, takže k pokusu o přistání nedošlo. Toho se plošina dočkala až 4. března 2016, šlo ale o pokus neúspěšný. A tak se vůbec první přistání povedlo až o měsíc později, 8. dubna 2016, prvnímu stupni rakety Falcon 9 FT, který úspěšně vynesl kosmickou loď Dragon při letu CRS-8.
V červnu 2021 byla transportním kolosem Mighty Servant 1 přepravena na západní pobřeží USA, do přístavu v Long Beach. Důvodem přesunutí bylo, že na západním pobřeží USA nemá SpaceX žádnou ASDS a také polární mise Starlink, které budou jednou měsíčně probíhat z Vandenbergovy letecké základny v Kalifornii.

#### Just Read the Instructions
Třetí ASDS, na kterou byl použit člun Marmac 303, byla postavena v roce 2015 v Louisianské loděnici a proplula Panamským průplavem v červnu 2015. Rozšiřující křídla byla složena na palubě, protože jinak by byla loď příliš široká a nemohla by proplout kanálem.
Domovským přístavem pro Marmacu 303 je přístav v Los Angeles, v námořním výzkumném a obchodním areálu AltaSea ve vnějším přístavu San Pedro.
SpaceX v lednu 2016, krátce před prvním použitím přistávací plošiny pro 21. let Falconu 9, oznámila, že Marmac 303 bude druhou ASDS nazvanou Just Read the Instructions (JRTI).
Dne 17. ledna 2016 byla JRTI použita při prvním pokusu o záchranu prvního stupně Falconu 9 při letu Jason-3, který startoval z Vandenbergu. První stupeň úspěšně přistál na palubě, nicméně kotevní pojistce se nepodařilo zajistit jednu z nohou, což způsobilo, že se raketa převrátila a explodovala při nárazu do paluby. Dne 14. ledna 2017 odstartoval Falcon 9 z Vandenbergovy letecké základny a první stupeň přistál na JRTI, která se nacházela v Tichém oceánu asi 370 km daleko, čímž se stal prvním úspěšným přistáním v Pacifiku.
V létě 2019 byla přesunuta z Los Angeles do přístavu Port Canaveral, ve kterém se aktuálně nachází. Plošina prošla upgradem, při kterém dostala nové propelery nebo robota podobného, jako má plošina OCISLY.

#### A Shortfall of Gravitas
Čtvrtá ASDS, A Shortfall of Gravitas (ASOG), byla oznámena Elonem Muskem v roce 2018 a do provozu měla být uvedena již v polovině roku 2019. Pro SpaceX ale v tu dobu byla třetí plošina zbytečná, a tak její výroba ani nezačala, jelikož startů nebylo takové množství a dvě plošiny SpaceX stačily. V roce 2020 začal počet startů raket SpaceX narůstat a ukázalo se, že třetí plošina bude více než potřebná. Navíc SpaceX potřebovalo mít jednu plošinu na západním pobřeží USA, kvůli budoucím polárním misím Starlink. A tak se SpaceX vrátilo k plánu mít v provozu tři ASDS. ASOG byla poprvé spatřena v lednu 2021, v lokalitě Bollinger Fourchon, kde probíhala její úprava, a 9. července 2021 zveřejnil Elon Musk na svém Twittrovém účtu poprvé video s již hotovou plošinou v Mexickém zálivu.
Plošina 15. července 2021 dorazila do přístavu Port Canaveral, kde bude operovat. Na svou první misi vyplula 25. srpna 2021 a 29. srpna 2021 došlo k prvnímu přistání rakety Falcon 9 na této plošině. Na první misi byla plošina tažena remorkérem, na další mise již popluje plně autonomně.
Plošina ASOG je postavena na platformě pontonového plavidla Marmac 302. Oproti svým předchůdkyním je mírně odlišná, má jiný tvar křídel a je navíc plně autonomní, takže nebude vyžadovat, aby ji na místo přistání stupně a zpět do přístavu táhl remorkér. Také je vybavena přijímačem Starlink.

## Charakteristika
ASDS jsou autonomní plavidla schopná udržovat přesnou polohu. Původně byla přesnost uváděna v rozmezí tří metrů, i za bouřky, pomocí systému GPS a čtyř podů na dieselový pohon. Vedle autonomního režimu mohou být lodě rovněž řízeny dálkově.
Pody jsou jednotky hydraulického pohonu s modulárními pohonnými jednotkami s dieselovým hydraulickým pohonem a modulární řídící jednotkou, kterou vyrábí Thrustmaster, výrobce lodního vybavení. Navracející se raketa nemůže pouze mířit na plochu lodě, ale musí také zohledňovat vliv oceánu a chybu GPS.

„X“ použité ve středu přistávací plošiny

SpaceX vybavila lodě celou řadu senzorických a měřicích technologií, aby shromažďovaly data o pokusech o přistání, včetně komerčních kamer GoPro.
Ve středu přistávacích ploch ASDS je kruh, který obepíná stylizované „X“ v bodě přistání.

## Historie přistání

### Významná přistání

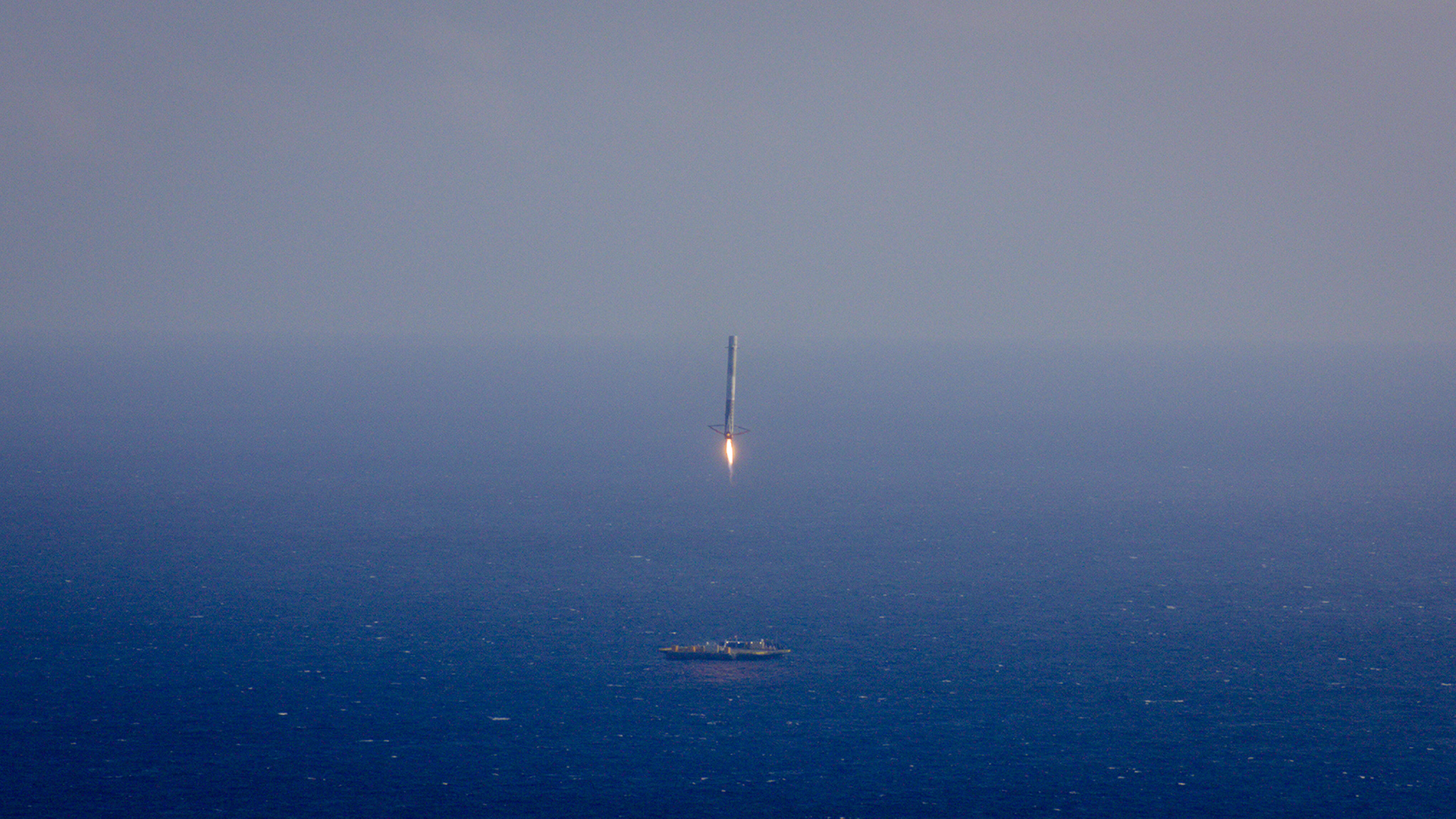
První stupeň Falconu 9 se pokouší o přistání. Přistávací nohy jsou uprostřed rozevírání.

#### První pokus o přistání
K prvnímu pokusu o přistání na plošině došlo 10. ledna 2015 a první stupeň Falconu 9 měl přistát na původní Just Read the Instructions (Marmac 300). Bylo dosaženo mnoha cílů testu, včetně přesné raketové kontroly sestupu k přistání na plošině na určitém místě v jižním Atlantském oceánu a velké množství údajů z testů bylo získáno z použití řídících roštových kormidel. Nicméně přistání bylo tvrdé.

Webcast vysílaný společností SpaceX ukázal, že došlo k boostback zážehu a reentry zážehu a raketa se podle očekávaní dostala „pod horizont“, což omezilo živý telemetrický signál. Krátce poté SpaceX vydala informace o tom, že raketa se dostala na přistávací plošinu, jak bylo plánováno, ale „přistála tvrdě... Loď samotná je v pořádku. Některé podpěry na palubě budou muset být nahrazeny.“

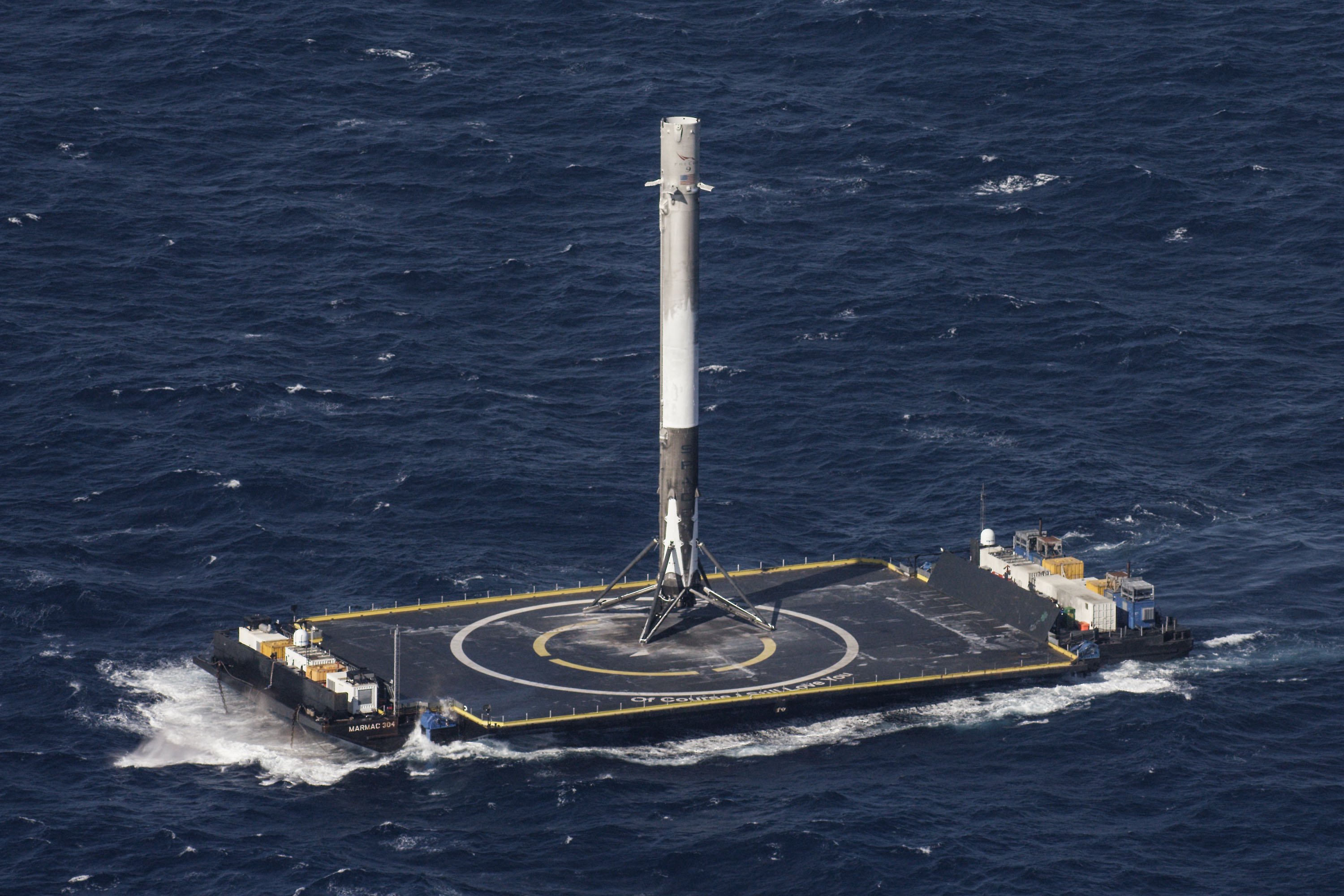
Falcon 9 po přistání na plošině.

#### První úspěšné přistání
K prvnímu úspěšnému přistání prvního stupně Falconu 9 na plošině Of Course I Still Love You v Atlantském oceánu u pobřeží Floridy došlo 8. dubna 2016 přesně 9 minut a 10 sekund po startu. Konkrétně šlo o stupeň B1021, který se o necelý rok později stal prvním, který startoval podruhé.
Plošina s prvním stupněm připlula do přístavu Port Canaveral brzy ráno 12. dubna 2016. Tam stupeň strávil několik dní, během kterých byl z lodi jeřábem přemístěn na stojan na pevnině a poté technici odmontovali přistávací nohy. Poté byl stupeň pomocí dvou jeřábů sklopen do horizontální polohy a naložen na návěs tahače, který se stupněm zamířil zpět na kosmodrom Cape Canaveral AFS. Tam byl stupeň uložen do montážní haly HIF u rampy 39A.

#### První úspěšné přistání při letu na GEO
Dne 6. května 2016 přistál první stupeň B1022 Falconu 9 při misi JCSat-14 na OCISLY, Bylo to podruhé na mořské plošině a poprvé při letu na přechodovou dráhu ke geostacionární. Stupeň prošel stejným procesem odmontování nohou a přeložení, jako při letu CRS-8, ale tentokrát byly práce v přístavu hotovy už za tři a půl dne, což bylo téměř o polovinu rychleji, než poprvé. Následně byl také převezen do haly HIF, kde byl uskladněn spolu se stupni B1019 (ORBCOMM-2) a B1021 (CRS-8).

#### První přistání na JRTI
Dne 14. ledna 2017 první stupeň Falconu 9 přistál na JRTI při letu Iridium NEXT-1. Bylo to první úspěšné přistání na Just Read the Instructions v Tichém oceánu.

#### První přistání již jednou použitého stupně
Dne 3. března 2017 přistál po vynesení družice SES-10 první stupeň B1021 Falconu 9 na plošinu Of Course I Still Love You. Poprvé byl použit už jednou letivší stupeň, který byl použit při letu CRS-8. Stupeň už potřetí nepoletí, nejspíše bude vystaven. Při tomto letu také došlo k prvnímu pokusu o záchranu aerodynamického krytu, konkrétně se to zkoušelo na jedné polovině krytu.

#### První přistání na ASOG
Dne 29. srpna 2021 proběhlo první přistání prvního stupně rakety Falcon 9 na nové plošině A Shortfall of Gravitas.

## Přehled přistání
| Poř. | Datum              | Plošina  | Náklad                          | Číslo letu | Raketa, stupeň   | Výsledek   | Poznámky |
| ---- | ------------------ | -------- | ------------------------------- | ---------- | ---------------- | ---------- | --- |
| 1    | 10. ledna 2015     | JRTI (1) | CRS-5                           | 14         | v1.1, B1012      | Neúspěšné  | Stupeň se dostal na přistávací plošinu, ale přistání bylo příliš tvrdé. |
| –    | 11. února 2015     | JRTI (1) | DSCOVR                          | 15         | v1.1, B1013      | Bez pokusu | Plošina byla vlečena na moře, ale kvůli špatnému počasí a sedmimetrovým vlnám byla odvlečena zpět do přístavu. Stupeň provedl úspěšný pokus o přistání na mořskou hladinu. |
| 2    | 14. dubna 2015     | JRTI (1) | CRS-6                           | 17         | v1.1, B1015      | Neúspěšné  | Stupeň dosedl na plošinu, ale v důsledku velké horizontální hybnosti se skácel na plochu lodi a explodoval. |
| –    | 28. června 2015    | OCISLY   | CRS-7                           | 19         | v1.1, B1018      | Bez pokusu | Plošina vyplula na moře, ale raketu při startu postihla nehoda. |
| 3    | 17. ledna 2016     | JRTI     | Jason-3                         | 21         | v1.1, B1017      | Neúspěšné  | Stupeň dosedl na plošinu, ale vadný zámek jedné z nohou ji nezajistil, stupeň spadl a explodoval. |
| 4    | 4. března 2016     | OCISLY   | SES-9                           | 22         | v1.2, B1020.1    | Neúspěšné  | Za účelem nižší palivové náročnosti přistání byly zažehnuty tři motory. Stupeň nedokázal dostatečně zpomalit a narazil do paluby. |
| 5    | 8. dubna 2016      | OCISLY   | CRS-8                           | 23         | v1.2, B1021.1    | Úspěšné    | První úspěšné přistání na plovoucí plošině. |
| 6    | 6. května 2016     | OCISLY   | JCSAT-14                        | 24         | v1.2, B1022.1    | Úspěšné    | |
| 7    | 27. května 2016    | OCISLY   | Thaicom-8                       | 25         | v1.2, B1023.1    | Úspěšné    | |
| 8    | 14. června 2016    | OCISLY   | Eutelsat 117W B / ABS 2A        | 26         | v1.2, B1024      | Neúspěšné  | Stupni došlo ještě před dosednutím okysličovadlo. |
| 9    | 14. srpna 2016     | OCISLY   | JCSAT-16                        | 28         | v1.2, B1026      | Úspěšné    | Při přistání byl použit pouze jeden motor. |
| 10   | 14. ledna 2017     | JRTI     | Iridium NEXT 1-10               | 29         | Block 3, B1029.1 | Úspěšné    | První úspěšné přistání na JRTI a v Tichém oceánu. |
| 11   | 30. března 2017    | OCISLY   | SES-10                          | 32         | v1.2, B1021.2    | Úspěšné    | První úspěšné přistání již jednou letěného stupně. |
| 12   | 23. června 2017    | OCISLY   | BulgariaSat-1                   | 36         | Block 3, B1029.2 | Úspěšné    | První stupeň, který přistál na JRTI i OCISLY. |
| 13   | 25. června 2017    | JRTI     | Iridium NEXT 11-20              | 37         | Block 3, B1036.1 | Úspěšné    | |
| 14   | 24. srpna 2017     | JRTI     | Formosat-5                      | 40         | Block 3, B1038.1 | Úspěšné    | Kvůli malé hmotnosti nákladu vystoupal tento první stupeň do nejvyšší výšky, konkrétně do 247 km. |
| 15   | 9. října 2017      | JRTI     | Iridium NEXT 21-30              | 42         | Block 4, B1041.1 | Úspěšné    | |
| 16   | 11. října 2017     | OCISLY   | EchoStar 105 / SES-11           | 43         | Block 3, B1031.2 | Úspěšné    | |
| 17   | 30. října 2017     | OCISLY   | Koreasat 5A                     | 44         | Block 4, B1042.1 | Úspěšné    | |
| 18   | 6. února 2018      | OCISLY   | Zkušební let Falconu Heavy      | FH 1       | Heavy, B1033     | Neúspěšné  | Přistání centrálního stupně selhalo kvůli vyčerpání chemického zapalovače TEA-TEB, což zabránilo opětovnému spuštění dvou ze tří motorů; stupeň dopadl do moře. |
| 19   | 17. dubna 2018     | OCISLY   | TESS                            | 53         | Block 4, B1045.1 | Úspěšné    | |
| 20   | 11. května 2018    | OCISLY   | Bangabandhu-1                   | 54         | B1046.1          | Úspěšné    | První let verze Block 5 |
| 21   | 22. července 2018  | OCISLY   | Telstar 19V                     | 58         | B1047.1          | Úspěšné    | |
| 22   | 25. července 2018  | JRTI     | Iridium NEXT 56-65              | 59         | B1048.1          | Úspěšné    | |
| 23   | 7. srpna 2018      | OCISLY   | Merah Putih                     | 60         | B1046.2          | Úspěšné    | První znovupoužití verze Block 5 |
| 24   | 10. září 2018      | OCISLY   | Telstar 18V                     | 61         | B1049.1          | Úspěšné    | |
| 25   | 15. listopadu 2018 | OCISLY   | Es'hail 2                       | 63         | B1047.2          | Úspěšné    | |
| 26   | 3. prosince 2018   | JRTI     | SSO-A                           | 64         | B1046.3          | Úspěšné    | První třetí použití téhož prvního stupně. |
| 27   | 11. ledna 2019     | JRTI     | Iridium NEXT66-75               | 67         | B1049.2          | Úspěšné    | |
| 28   | 22. února 2019     | OCISLY   | Nusantara Satu                  | 68         | B1048.3          | Úspěšné    | |
| 29   | 2. března 2019     | OCISLY   | Crew Dragon Demo 1              | 69         | B1051.1          | Úspěšné    | |
| 30   | 11. dubna 2019     | OCISLY   | ArabSat 6A                      | FH 2       | Heavy, B1055.1   | Úspěšné    | První úspěšné přistání centrálního prvního stupně Falconu Heavy, stupeň se na moři později převrátil. |
| 31   | 4. května 2019     | OCISLY   | CRS SpX-17                      | 70         | B1056.1          | Úspěšné    | |
| 32   | 24. května 2019    | OCISLY   | Starlink-1                      | 71         | B1049.3          | Úspěšné    | |
| 33   | 25. června 2019    | OCISLY   | STP-2                           | FH 3       | Heavy, B1057.1   | Neúspěšné  | Centrální stupeň otestoval přistání ve vzdálenosti více než 1 200 km od kosmodromu, asi o třetinu dál než dosavadní maximum. Stupeň postihla poruchu řízení vektoru tahu ve středním motoru v důsledku extrémního tepla při průletu atmosférou a kvůli nedostatečnému řízení při vypnutí vnějších motorů se pokus o přistání nezdařil. |
| 34   | 11. listopadu 2019 | OCISLY   | Starlink-v1-1                   | 75         | B1048.4          | Úspěšné    | První počtvrté použitý stupeň. |
| 35   | 5. prosince 2019   | OCISLY   | CRS SpX-19                      | 76         | B1059.1          | Úspěšné    | |
| 36   | 17. prosince 2019  | OCISLY   | JCSAT-18 / Kacific-1            | 77         | B1056.3          | Úspěšné    | |
| 37   | 7. ledna 2020      | OCISLY   | Starlink-v1-2                   | 78         | B1049.4          | Úspěšné    | |
| 38   | 29. ledna 2020     | OCISLY   | Starlink-v1-3                   | 80         | B1051.3          | Úspěšné    | |
| 39   | 17. února 2020     | OCISLY   | Starlink-v1-4                   | 81         | B1056.4          | Neúspěšné  | První případ, kdy při přistání neuspěl již dříve letově prověřený nosič. Stupeň nepřistál na OCISLY kvůli nesprávným údajům o větru |
| 40   | 18. března 2020    | OCISLY   | Starlink-v1-5                   | 83         | B1048.5          | Neúspěšné  | První popáté použitý stupeň. Ke konci při startu předčasně vysadil jeden z 9 motorů. Užitečné zatížení dosáhlo cílové oběžné dráhy, ale stupeň neuspěl při přistání na OCISLY. Příčinou byla zbytková čisticí kapalina zachycená uvnitř jednoho ze senzorů.                                                                            |
| 41   | 22. dubna 2020     | OCISLY   | Starlink-v1-6                   | 84         | B1051.4          | Úspěšné    | |
| 42   | 30. května 2020    | OCISLY   | Crew Dragon Demo 2              | 85         | B1058.1          | Úspěšné    | První přistání prvního stupně, který vynášel posádku. |
| 43   | 3. června 2020     | JRTI     | Starlink-v1-7                   | 86         | B1049.5          | Úspěšné    | První stupeň, který přistál popáté. |
| 44   | 13. června 2020    | OCISLY   | Starlink-v1-8                   | 87         | B1059.3          | Úspěšné    | |
| 45   | 30. června 2020    | JRTI     | GPSIII-SV03                     | 88         | B1060.1          | Úspěšné    | |
| 46   | 20. července 2020  | JRTI     | ANASIS-II                       | 89         | B1058.2          | Úspěšné    | |
| 47   | 7. srpna 2020      | OCISLY   | Starlink-v1-9                   | 90         | B1051.5          | Úspěšné    | |
| 48   | 18. srpna 2020     | OCISLY   | Starlink-v1-10                  | 91         | B1049.6          | Úspěšné    | První stupeň, který letěl a přistál pošesté. |
| 49   | 3. září 2020       | OCISLY   | Starlink-v1-11                  | 93         | B1060.2          | Úspěšné    | |
| 50   | 6. října 2020      | OCISLY   | Starlink-v1-12                  | 94         | B1058.3          | Úspěšné    | |
| 51   | 18. října 2020     | OCISLY   | Starlink-v1-13                  | 95         | B1051.6          | Úspěšné    | |
| 52   | 24. října 2020     | JRTI     | Starlink-v1-14                  | 96         | B1060.3          | Úspěšné    | |
| 53   | 6. listopadu 2020  | OCISLY   | GPSIII-SV04                     | 97         | B1062.1          | Úspěšné    | |
| 54   | 16. listopadu 2020 | JRTI     | SpaceX Crew-1                   | 98         | B1061.1          | Úspěšné    | |
| 55   | 25. listopadu 2020 | OCISLY   | Starlink-v1-15                  | 100        | B1049.7          | Úspěšné    | První let se posedmé použitým prvním stupněm. |
| 56   | 6. prosince 2020   | OCISLY   | SpX CRS-21                      | 101        | B1058.4          | Úspěšné    | |
| 57   | 13. prosince 2020  | JRTI     | SXM-7                           | 102        | B1051.7          | Úspěšné    | |
| 58   | 8. ledna 2021      | JRTI     | Türksat 5A                      | 104        | B1060.4          | Úspěšné    | |
| 59   | 20. ledna 2021     | JRTI     | Starlink-v1-16                  | 105        | B1051.8          | Úspěšné    | První let s poosmé použitým prvním stupněm. |
| 60   | 24. ledna 2021     | OCISLY   | SpaceX Transporter-1            | 106        | B1058.5          | Úspěšné    | |
| 61   | 4. února 2021      | OCISLY   | Starlink-v1-18                  | 107        | B1060.5          | Úspěšné    | |
| 62   | 16. února 2021     | OCISLY   | Starlink-v1-19                  | 108        | B1059.6          | Neúspěšné  | Kvůli problému na jednom z motorů Merlin se pokus o přistání neprováděl, stupeň přistál v bezpečné vzdálenosti do vody. |
| 63   | 4. března 2021     | OCISLY   | Starlink-v1-17                  | 109        | B1049.8          | Úspěšné    | |
| 64   | 11. března 2021    | JRTI     | Starlink-v1-20                  | 110        | B1058.6          | Úspěšné    | |
| 65   | 14. března 2021    | OCISLY   | Starlink-v1-21                  | 111        | B1051.9          | Úspěšné    | První let s podeváté použitým prvním stupněm. |
| 66   | 24. března 2021    | OCISLY   | Starlink-v1-22                  | 112        | B1060.6          | Úspěšné    | |
| 67   | 7. dubna 2021      | OCISLY   | Starlink-v1-23                  | 113        | B1058.7          | Úspěšné    | |
| 68   | 23. dubna 2021     | OCISLY   | SpaceX Crew-2                   | 114        | B1061.2          | Úspěšné    | |
| 69   | 29. dubna 2021     | JRTI     | Starlink-v1-24                  | 115        | B1060.7          | Úspěšné    | |
| 70   | 4. května 2021     | OCISLY   | Starlink-v1-25                  | 116        | B1049.9          | Úspěšné    | 50. úspěšné přistání na plošinu OCISLY |
| 71   | 9. května 2021     | JRTI     | Starlink-v1-27                  | 117        | B1051.10         | Úspěšné    | První let s podeseté použitým prvním stupněm. |
| 72   | 15. května 2021    | OCISLY   | Starlink-v1-26                  | 118        | B1058.8          | Úspěšné    | |
| 73   | 26. května 2021    | JRTI     | Starlink-v1-28                  | 119        | B1063.2          | Úspěšné    | |
| 74   | 3. června 2021     | OCISLY   | SpX CRS-22                      | 120        | B1067.1          | Úspěšné    | |
| 75   | 6. června 2021     | JRTI     | SXM-8                           | 121        | B1061.3          | Úspěšné    | |
| 76   | 17. června 2021    | JRTI     | GPSIII-SV04                     | 122        | B1062.2          | Úspěšné    | |
| 77   | 29. srpna 2021     | ASOG     | SpX CRS-23                      | 124        | B1061.4          | Úspěšné    | První přistání na nové plošině A Shortfall of Gravitas. |
| 78   | 14. září 2021      | OCISLY   | Starlink-v1.5-L2-1              | 125        | B1049.10         | Úspěšné    | První použití OCISLY v Tichém oceánu. |
| 79   | 16. září 2021      | JRTI     | SpaceX Inspiration4             | 126        | B1062.3          | Úspěšné    | |
| 80   | 11. listopadu 2021 | ASOG     | SpaceX Crew-3                   | 127        | B1067.2          | Úspěšné    | |
| 81   | 13. listopadu 2021 | JRTI     | Starlink-v1.5-L4-1              | 128        | B1058.9          | Úspěšné    | |
| 82   | 24. listopadu 2021 | OCISLY   | DART                            | 129        | B1063.3          | Úspěšné    | |
| 83   | 2. prosince 2021   | ASOG     | Starlink-v1.5-L4-3              | 130        | B1060.9          | Úspěšné    | |
| 84   | 9. prosince 2021   | JRTI     | IXPE                            | 131        | B1061.5          | Úspěšné    | |
| 85   | 18. prosince 2021  | OCISLY   | Starlink-v1.5-L4-4              | 132        | B1051.11         | Úspěšné    | První let s pojedenácté použitým prvním stupněm. |
| 86   | 19. prosince 2021  | ASOG     | Türksat 5B                      | 133        | B1067.3          | Úspěšné    | |
| 87   | 21. prosince 2021  | JRTI     | SpaceX CRS-24                   | 134        | B1069.1          | Úspěšné    | |
| 88   | 6. ledna 2022      | ASOG     | Starlink-v1.5-L4-5              | 135        | B1062.4          | Úspěšné    | |
| 89   | 18. ledna 2022     | ASOG     | Starlink v1.5 L4-6              | 137        | B1060.10         | Úspěšné    | |
| 90   | 3. února 2022      | ASOG     | Starlink v1.5 L4-7              | 140        | B1061.6          | Úspěšné    | |
| 91   | 21. února 2022     | ASOG     | Starlink v1.5 L4-8              | 141        | B1058.11         | Úspěšné    | |
| 92   | 25. února 2022     | OCISLY   | Starlink v1.5 L4-11             | 142        | B1063.4          | Úspěšné    | |
| 93   | 3. března 2022     | JRTI     | Starlink v1.5 L4-9              | 143        | B1060.11         | Úspěšné    | |
| 94   | 9. března 2022     | ASOG     | Starlink v1.5 L4-10             | 144        | B1052.4          | Úspěšné    | |
| 95   | 19. března 2022    | JRTI     | Starlink v1.5 L4-12             | 145        | B1051.12         | Úspěšné    | První let s podvanácté použitým prvním stupněm. |
| 96   | 1. dubna 2022      | JRTI     | Space X Transporter 4           | 146        | B1061.7          | Úspěšné    | |
| 97   | 8. dubna 2022      | ASOG     | Axiom Mission 1                 | 147        | B1062.5          | Úspěšné    | |
| 98   | 21. dubna 2022     | JRTI     | Starlink v1.5 L4-14             | 149        | B1060.12         | Úspěšné    | |
| 99   | 27. dubna 2022     | ASOG     | SpaceX Crew-4                   | 150        | B1067.4          | Úspěšné    | |
| 100  | 29. dubna 2022     | JRTI     | Starlink v1.5 L4-16             | 151        | B1062.6          | Úspěšné    | |
| 101  | 7. května 2022     | ASOG     | Starlink v1.5 L4-17             | 152        | B1058.12         | Úspěšné    | |
| 102  | 13. května 2022    | OCISLY   | Starlink v1.5 L4-13             | 153        | B1063.5          | Úspěšné    | |
| 103  | 14. května 2022    | JRTI     | Starlink v1.5 L4-15             | 154        | B1073.1          | Úspěšné    | |
| 104  | 18. května 2022    | ASOG     | Starlink v1.5 L4-18             | 155        | B1052.5          | Úspěšné    | |
| 105  | 8. června 2022     | JRTI     | Nilesat 301                     | 157        | B1062.7          | Úspěšné    | |
| 106  | 17. června 2022    | ASOG     | Starlink v1.5 L4-19             | 158        | B1060.13         | Úspěšné    | První let s potřinácté použitým prvním stupněm. |
| 107  | 19. června 2022    | JRTI     | Globalstar-2 M087               | 160        | B1061.9          | Úspěšné    | |
| 108  | 29. června 2022    | ASOG     | SES-22                          | 161        | B1073.2          | Úspěšné    | |
| 109  | 7. července 2022   | JRTI     | Starlink v1.5 L4-21             | 162        | B1058.13         | Úspěšné    | |
| 110  | 11. července 2022  | OCISLY   | Starlink v1.5 L3-1              | 163        | B1063.6          | Úspěšné    | |
| 111  | 15. července 2022  | ASOG     | SpaceX CRS-25                   | 164        | B1067.5          | Úspěšné    | |
| 112  | 17. července 2022  | JRTI     | Starlink v1.5 L4-22             | 165        | B1051.13         | Úspěšné    | |
| 113  | 22. července 2022  | OCISLY   | Starlink v1.5 L3-2              | 166        | B1071.4          | Úspěšné    | |
| 114  | 24. července 2022  | ASOG     | Starlink v1.5 L4-25             | 167        | B1062.8          | Úspěšné    | |
| 115  | 4. srpna 2022      | JRTI     | Danuri (KPLO)                   | 168        | B1052.6          | Úspěšné    | |
| 116  | 10. srpna 2022     | ASOG     | Starlink v1.5 L4-26             | 169        | B1073.3          | Úspěšné    | |
| 117  | 12. srpna 2022     | OCISLY   | Starlink v1.5 L3-3              | 170        | B1061.10         | Úspěšné    | |
| 118  | 19. srpna 2022     | ASOG     | Starlink 4-27                   | 171        | B1062.9          | Úspěšné    | |
| 119  | 28. srpna 2022     | ASOG     | Starlink 4-23                   | 172        | B1069.2          | Úspěšné    | |
| 120  | 31. srpna 2022     | OCISLY   | Starlink 3-4                    | 173        | B1063.7          | Úspěšné    | |
| 121  | 5. září 2022       | JRTI     | Starlink 4-20, Sherpa-LTC2      | 174        | B1052.7          | Úspěšné    | |
| 122  | 11. září 2022      | ASOG     | Starlink 4-2, BlueWalker-3      | 175        | B1058.14         | Úspěšné    | První let s počtrnácté použitým prvním stupněm. |
| 123  | 19. září 2022      | JRTI     | Starlink 4-34                   | 176        | B1067.6          | Úspěšné    | |
| 124  | 24. září 2022      | ASOG     | Starlink 4-35                   | 177        | B1073.4          | Úspěšné    | |
| 125  | 5. října 2022      | JRTI     | Crew-5                          | 178        | B1077.1          | Úspěšné    | |
| 126  | 5. října 2022      | OCISLY   | Starlink 4-29                   | 179        | B1071.5          | Úspěšné    | |
| 127  | 8. října 2022      | ASOG     | Intelsat Galaxy 33 a 34         | 180        | B1060.14         | Úspěšné    | |
| 128  | 15. října 2022     | JRTI     | Eutelsat Hot bird 13F           | 181        | B1069.3          | Úspěšné    | |
| 129  | 20. října 2022     | ASOG     | Starlink 4-36                   | 182        | B1062.10         | Úspěšné    | |
| 130  | 28. října 2022     | OCISLY   | Starlink 4-31                   | 183        | B1063.8          | Úspěšné    | |
| 131  | 3. listopadu 2022  | JRTI     | Eutelsat Hot bird 13G           | 184        | B1067.7          | Úspěšné    | |
| 132  | 26. listopadu 2022 | JRTI     | SpX CRS-26                      | 187        | B1076.1          | Úspěšné    | |
| 133  | 16. prosince 2022  | ASOG     | 03b mPOWER 1 & 2                | 191        | B1067.8          | Úspěšné    | |
| 134  | 17. prosince 2022  | JRTI     | Starlink 4-37                   | 192        | B1058.15         | Úspěšné    | První let s popatnácté použitým prvním stupněm. |
| 135  | 28. prosince 2022  | ASOG     | Starlink 5-1                    | 193        | B1062.11         | Úspěšné    | |
| 136  | 18. ledna 2023     | ASOG     | GPSIII-SV06 (Amelia Earhartová) | 197        | B1077.2          | Úspěšné    | |
| 137  | 19. ledna 2023     | OCISLY   | Starlink 2-4                    | 198        | B1075.1          | Úspěšné    | |
| 138  | 26. ledna 2023     | JRTI     | Starlink 5-2                    | 199        | B1067.9          | Úspěšné    | |
| 139  | 31. ledna 2023     | OCISLY   | Starlink 2-6                    | 200        | B1071.7          | Úspěšné    | |
| 140  | 2. února 2023      | ASOG     | Starlink 5-3                    | 201        | B1069.5          | Úspěšné    | |
| 141  | 7. února 2023      | JRTI     | Amazonas Nexus                  | 202        | B1073.6          | Úspěšné    | |
| 142  | 12. února 2023     | ASOG     | Starlink 5-4                    | 203        | B1062.12         | Úspěšné    | |
| 143  | 17. února 2023     | OCISLY   | Starlink 2-5                    | 204        | B1063.9          | Úspěšné    | |
| 144  | 18. února 2023     | JRTI     | Inmarsat-6 F2                   | 205        | B1077.3          | Úspěšné    | |
| 145  | 27. února 2023     | ASOG     | Starlink 6-1                    | 206        | B1076.3          | Úspěšné    | |
| 146  | 2. března 2023     | JRTI     | Crew-6                          | 207        | B1078.1          | Úspěšné    | |
| 147  | 3. března 2023     | OCISLY   | Starlink 2-7                    | 208        | B1061.12         | Úspěšné    | |
| 148  | 15. března 2023    | ASOG     | SpX CRS-27                      | 210        | B1073.7          | Úspěšné    | |
| 149  | 17. března 2023    | OCISLY   | Starlink 2-8                    | 211        | B1071.8          | Úspěšné    | |
| 150  | 17. března 2023    | JRTI     | SES-18 a SES-19                 | 212        | B1069.6          | Úspěšné    | |
| 151  | 24. března 2023    | ASOG     | Starlink 5-5                    | 213        | B1067.10         | Úspěšné    | |
| 152  | 29. března 2023    | JRTI     | Starlink 5-10                   | 214        | B1077.4          | Úspěšné    | |
| 153  | 7. dubna 2023      | ASOG     | Intelsat 40e / TEMPO            | 216        | B1076.4          | Úspěšné    | |
| 154  | 19. dubna 2023     | ASOG     | Starlink 6-2                    | 218        | B1073.8          | Úspěšné    | |
| 155  | 27. dubna 2023     | OCISLY   | Starlink 3-5                    | 219        | B1061.13         | Úspěšné    | |
| 156  | 28. dubna 2023     | JRTI     | 03b mPOWER 3 & 4                | 220        | B1078.2          | Úspěšné    | 50. úspěšné přistání na plošinu JRTI |
| 157  | 4. května 2023     | ASOG     | Starlink 5-6                    | 221        | B1069.7          | Úspěšné    | |
| 158  | 10. května 2023    | OCISLY   | Starlink 2-9                    | 222        | B1075.3          | Úspěšné    | |
| 159  | 14. května 2023    | JRTI     | Starlink 5-9                    | 223        | B1067.11         | Úspěšné    | |
| 160  | 19. května 2023    | ASOG     | Starlink 6-3                    | 224        | B1076.5          | Úspěšné    | |
| 161  | 20. května 2023    | OCISLY   | Iridium NEXT / One Web 1-10     | 225        | B1063.11         | Úspěšné    | |
| 162  | 27. května 2023    | JRTI     | ArabSat 7B                      | 227        | B1062.14         | Úspěšné    | |
| 163  | 31. května 2023    | OCISLY   | Starlink 2-10                   | 228        | B1061.14         | Úspěšné    | |
| 164  | 4. června 2023     | JRTI     | Starlink 6-4                    | 229        | B1078.3          | Úspěšné    | |
| 165  | 5. června 2023     | ASOG     | SpaceX CRS-28                   | 230        | B1077.5          | Úspěšné    | |
| 166  | 12. května 2023    | JRTI     | Starlink 5-11                   | 231        | B1073.9          | Úspěšné    | Celkem 200. úspěšné přistání prvního stupně. |
| 167  | 19. června 2023    | ASOG     | Satria                          | 233        | B1067.12         | Úspěšné    | |
| 168  | 22. června 2023    | OCISLY   | Starlink 5-7                    | 234        | B1075.4          | Úspěšné    | |
| 169  | 23. června 2023    | JRTI     | Starlink 5-12                   | 235        | B1069.8          | Úspěšné    | |
| 170  | 1. července 2023   | ASOG     | Euclid                          | 236        | B1080.2          | Úspěšné    | |
| 171  | 7. července 2023   | OCISLY   | Starlink 5-123                  | 237        | B1063.12         | Úspěšné    | |
| 172  | 10. července 2023  | JRTI     | Starlink 6-5                    | 238        | B1058.16         | Úspěšné    | První použití 1. stupně po šestnácté. |
| 173  | 16. července 2023  | ASOG     | Starlink 5-15                   | 239        | B1060.16         | Úspěšné    | |
| 174  | 20. července 2023  | OCISLY   | Starlink 6-15                   | 240        | B1071.10         | Úspěšné    | 75. úspěšné přistání na plošinu OCISLY |
| 175  | 24. července 2023  | JRTI     | Starlink 6-6                    | 241        | B1076.6          | Úspěšné    | |
| 176  | 28. července 2023  | ASOG     | Starlink 6-7                    | 242        | B1062.15         | Úspěšné    | |
| 177  | 3. srpna 2023      | JRTI     | Intelsat Galaxy 37              | 243        | B1077.6          | Úspěšné    | |
| 178  | 7. srpna 2023      | ASOG     | Starlink 6-8                    | 244        | B1078.4          | Úspěšné    | |
| 179  | 8. srpna 2023      | OCISLY   | Starlink 6-20                   | 245        | B1075.5          | Úspěšné    | |
| 180  | 11. srpna 2023     | JRTI     | Starlink 6-9                    | 246        | B1069.9          | Úspěšné    | |
| 181  | 17. srpna 2023     | ASOG     | Starlink 6-10                   | 247        | B1067.13         | Úspěšné    | |
| 182  | 22. srpna 2023     | OCISLY   | Starlink 7-1                    | 248        | B1061.15         | Úspěšné    | |
| 183  | 27. srpna 2023     | JRTI     | Starlink 6-11                   | 250        | B1080.3          | Úspěšné    | |
| 184  | 1. září 2023       | ASOG     | Starlink 6-13                   | 251        | B1077.7          | Úspěšné    | |
| 185  | 4. září 2023       | JRTI     | Starlink 6-12                   | 253        | B1073.10         | Úspěšné    | |
| 186  | 9. září 2023       | ASOG     | Starlink 6-14                   | 254        | B1076.7          | Úspěšné    | |
| 187  | 12. září 2023      | OCISLY   | Starlink 7-2                    | 255        | B1071.11         | Úspěšné    | |
| 188  | 16. září 2023      | JRTI     | Starlink 6-16                   | 256        | B1078.5          | Úspěšné    | |
| 189  | 20. září 2023      | ASOG     | Starlink 6-17                   | 257        | B1058.17         | Úspěšné    | První použití 1. stupně po sedmnácté. |
| 190  | 24. září 2023      | JRTI     | Starlink 6-18                   | 258        | B1060.17         | Úspěšné    | |
| 191  | 25. září 2023      | OCISLY   | Starlink 7-3                    | 259        | B1075.6          | Úspěšné    | |
| 192  | 30. září 2023      | ASOG     | Starlink 6-19                   | 260        | B1069.10         | Úspěšné    | |
| 193  | 5. října 2023      | JRTI     | Starlink 6-21                   | 261        | B1076.8          | Úspěšné    | |
| 194  | 9. října 2023      | OCISLY   | Starlink 7-4                    | 262        | B1063.14         | Úspěšné    | |
| 195  | 13. října 2023     | ASOG     | Starlink 6-22                   | 263        | B1067.14         | Úspěšné    | |
| 196  | 18. října 2023     | JRTI     | Starlink 6-23                   | 264        | B1062.16         | Úspěšné    | |
| 197  | 21. října 2023     | OCISLY   | Starlink 7-5                    | 265        | B1061.16         | Úspěšné    | |
| 198  | 22. října 2023     | ASOG     | Starlink 6-24                   | 266        | B1080.4          | Úspěšné    | |
| 199  | 29. října 2023     | OCISLY   | Starlink 7-6                    | 267        | B1075.7          | Úspěšné    | |
| 200  | 30. října 2023     | JRTI     | Starlink 6-25                   | 268        | B1077.8          | Úspěšné    | |
| 201  | 4. listopadu 2023  | ASOG     | Starlink 6-26                   | 269        | B1058.18         | Úspěšné    | První použití 1. stupně po osmnácté. Celkem 50. úspěšné přistání na plošinu ASOG. |
| 202  | 8. listopadu 2023  | JRTI     | Starlink 6-27                   | 270        | B1073.11         | Úspěšné    | |
| 203  | 12. listopadu 2023 | ASOG     | 03b mPOWER 5 & 6                | 273        | B1076.9          | Úspěšné    | |
| 204  | 18. listopadu 2023 | JRTI     | Starlink 6-28                   | 274        | B1069.11         | Úspěšné    | |
| 205  | 20. listopadu 2023 | OCISLY   | Starlink 7-7                    | 275        | B1063.15         | Úspěšné    | |
| 206  | 22. listopadu 2023 | ASOG     | Starlink 6-29                   | 276        | B1067.15         | Úspěšné    | |
| 207  | 28. listopadu 2023 | JRTI     | Starlink 6-30                   | 277        | B1062.17         | Úspěšné    | |
| 208  | 3. prosince 2023   | ASOG     | Starlink 6-31                   | 279        | B1078.6          | Úspěšné    | |
| 209  | 7. prosince 2023   | JRTI     | Starlink 6-33                   | 280        | B1077.9          | Úspěšné    | |
| 210  | 8. prosince 2023   | OCISLY   | Starlink 7-8                    | 281        | B1071.13         | Úspěšné    | |
| 211  | 19. prosince 2023  | ASOG     | Starlink 6-34                   | 282        | B1081.3          | Úspěšné    | |
| 212  | 23. prosince 2023  | JRTI     | Starlink 6-32                   | 283        | B1058.19         | Úspěšné    | První použití 1. stupně po devatenácté. Po úspěšném přistání se stupeň během přesunu na plošině zpět na kosmodrom kvůli rozbouřenému moři a silnému větru převrátil a byl zničen. |
| 213  | 29. prosince 2023  | ASOG     | Starlink 6-36                   | 285        | B1069.12         | Úspěšné    | |
| 214  | 3. ledna 2024      | OCISLY   | Starlink 7-9                    | 286        | B1082.1          | Úspěšné    | |
| 215  | 7. ledna 2024      | ASOG     | Starlink 6-35                   | 288        | B1067.16         | Úspěšné    | |
| 216  | 14. ledna 2024     | OCISLY   | Starlink 7-10                   | 289        | B1061.18         | Úspěšné    | |
| 217  | 15. ledna 2024     | ASOG     | Starlink 6-37                   | 290        | B1073.12         | Úspěšné    | Celkem 300. úspěšný start Falconu 9 a Falconu Heavy. |
| 218  | 24. ledna 2024     | OCISLY   | Starlink 7-11                   | 292        | B1063.16         | Úspěšné    | |
| 219  | 29. ledna 2024     | ASOG     | Starlink 6-38                   | 293        | B1062.18         | Úspěšné    | |
| 220  | 29. ledna 2024     | OCISLY   | Starlink 7-12                   | 294        | B1075.9          | Úspěšné    | |
| 221  | 10. února 2024     | OCISLY   | Starlink 7-13                   | 297        | B1071.14         | Úspěšné    | |
| 222  | 15. února 2024     | OCISLY   | Starlink 7-14                   | 300        | B1082.2          | Úspěšné    | Dvousté úspěšné přistání stupně Falcon |
| 223  | 20. února 2024     | JRTI     | Merah Puith 2                   | 301        | B1067.17         | Úspěšné    | |
| 224  | 23. února 2024     | OCISLY   | Starlink 7-15                   | 302        | B1061.19         | Úspěšné    | |
| 225  | 25. února 2024     | ASOG     | Starlink 6-39                   | 303        | B1069.13         | Úspěšné    | |
| 226  | 29. února 2024     | JRTI     | Starlink 6-40                   | 304        | B1076.11         | Úspěšné    | |
| 227  | 4. března 2024     | ASOG     | Starlink 6-41                   | 307        | B1073.13         | Úspěšné    | |
| 228  | 10. března 2024    | JRTI     | Starlink 6-43                   | 308        | B1077.11         | Úspěšné    | |
| 229  | 11. března 2024    | OCISLY   | Starlink 7-17                   | 309        | B1063.17         | Úspěšné    | |
| 230  | 16. března 2024    | ASOG     | Starlink 6-44                   | 310        | B1062.19         | Úspěšné    | |
| 231  | 19. března 2024    | OCISLY   | Starlink 7-16                   | 311        | B1075.10         | Úspěšné    | |
| 232  | 24. března 2024    | JRTI     | Starlink 6-42                   | 313        | B1060.19         | Úspěšné    | 75. úspěšné přistání na plošinu JRTI |
| 233  | 25. března 2024    | ASOG     | Starlink 6-46                   | 314        | B1078.8          | Úspěšné    | |
| 234  | 30. března 2024    | JRTI     | Eutelsat 36D                    | 315        | B1076.12         | Úspěšné    | |
| 235  | 31. března 2024    | ASOG     | Starlink 6-45                   | 316        | B1067.18         | Úspěšné    | |
| 236  | 2. dubna 2024      | OCISLY   | Starlink 7-18                   | 317        | B1071.15         | Úspěšné    | |
| 237  | 5. dubna 2024      | ASOG     | Starlink 6-47                   | 318        | B1069.14         | Úspěšné    | |
| 238  | 7. dubna 2024      | OCISLY   | Starlink 8-1                    | 319        | B1081.6          | Úspěšné    | |
| 239  | 10. dubna 2024     | JRTI     | Starlink 6-48                   | 321        | B1083.2          | Úspěšné    | |
| 240  | 13. dubna 2024     | ASOG     | Starlink 6-49                   | 323        | B1062.20         | Úspěšné    | První booster použitý po dvacáté, 20 úspěšných přistání. |
| 241  | 17. dubna 2024     | JRTI     | Starlink 6-51                   | 324        | B1077.12         | Úspěšné    | |
| 242  | 18. dubna 2024     | ASOG     | Starlink 6-52                   | 325        | B1080.7          | Úspěšné    | |
| 243  | 23. dubna 2024     | JRTI     | Starlink 6-53                   | 326        | B1078.9          | Úspěšné    | Třísté úspěšné přistání boosterů Falcon 9 a Falcon Heavy. |
| 244  | 28. dubna 2024     | JRTI     | Starlink 6-54                   | 328        | B1076.13         | Úspěšné    | |
| 245  | 3. května 2024     | ASOG     | Starlink 6–55                   | 330        | B1067.19         | Úspěšné    | |
| 246  | 6. května 2024     | JRTI     | Starlink 6–57                   | 331        | B1069.15         | Úspěšné    | |
| 247  | 8. května 2024     | ASOG     | Starlink 6–56                   | 332        | B1083.3          | Úspěšné    | |
| 248  | 10. května 2024    | OCISLY   | Starlink 8-2                    | 333        | B1082.4          | Úspěšné    | |
| 249  | 13. května 2024    | ASOG     | Starlink 6–58                   | 334        | B1073.15         | Úspěšné    | |
| 250  | 14. května 2024    | OCISLY   | Starlink 8-7                    | 335        | B1063,18         | Úspěšné    | |
| 251  | 18. května 2024    | ASOG     | Starlink 6–59                   | 336        | B1062.21         | Úspěšné    | První booster použitý po dvacáté prvé. |
| 252  | 22. května 2024    | OCISLY   | NROL-146                        | 337        | B1071.16         | Úspěšné    | |
| 253  | 23. května 2024    | ASOG     | Starlink 6–62                   | 338        | B1080.8          | Úspěšné    | |
| 254  | 24. května 2024    | JRTI     | Starlink 6–63                   | 339        | B1077.13         | Úspěšné    | |
| 255  | 28. května 2024    | ASOG     | Starlink 6–60                   | 340        | B1078.10         | Úspěšné    | |
| 256  | 1. června 2024     | ASOG     | Starlink 6–64                   | 342        | B1076.14         | Úspěšné    | |
| 257  | 5. června 2024     | JRTI     | Starlink 8–5                    | 343        | B1067.20         | Úspěšné    | |
| 258  | 8. června 2024     | ASOG     | Starlink 10–1                   | 344        | B1069.16         | Úspěšné    | |
| 259  | 8. června 2024     | OCISLY   | Starlink 8–8                    | 345        | B1061.21         | Úspěšné    | |
| 260  | 19. června 2024    | OCISLY   | Starlink 9–1                    | 346        | B1082.5          | Úspěšné    | |
| 261  | 20. června 2024    | JRTI     | Astra/SES-24                    | 347        | B1080.9          | Úspěšné    | |
| 262  | 23. června 2024    | ASOG     | Starlink 10–2                   | 348        | B1078.11         | Úspěšné    | |
| 263  | 24. června 2024    | OCISLY   | Starlink 9–2                    | 349        | B1075.11         | Úspěšné    | |
| 264  | 27. června 2024    | JRTI     | Starlink 10–3                   | 350        | B1062.22         | Úspěšné    | První booster použitý po dvacáté druhé. |
| 265  | 29. června 2024    | OCISLY   | NROL–186                        | 351        | B1081.8          | Úspěšné    | |
| 266  | 3. července 2024   | ASOG     | Starlink 8-9                    | 352        | B1073.16         | Úspěšné    | |
| 267  | 8. července 2024   | JRTI     | Türksat 6A                      | 353        | B1076.15         | Úspěšné    | |
| 268  | 12. července 2024  | OCISLY   | Starlink 9-3                    | 354        | B1063.19         | Úspěšné    | |
| 269  | 27. července 2024  | JRTI     | Starlink 10-9                   | 355        | B1069.17         | Úspěšné    | |
| 270  | 28. července 2024  | ASOG     | Starlink 10-4                   | 356        | B1077.14         | Úspěšné    | Celkem 300. znovupoužití boosteru. |
| 271  | 28. července 2024  | OCISLY   | Starlink 9-4                    | 357        | B1071.17         | Úspěšné    | |
| 272  | 2. srpna 2024      | ASOG     | Starlink 10-6                   | 358        | B1078.12         | Úspěšné    | |
| 273  | 4. srpna 2024      | OCISLY   | Starlink 11-1                   | 359        | B1082.6          | Úspěšné    | |
| 274  | 10. srpna 2024     | JRTI     | Starlink 8-3                    | 361        | B1067.21         | Úspěšné    | |
| 275  | 12. srpna 2024     | OCISLY   | ASBM 1 (GX 10A) & 2 (GX 10B)    | 362        | B1061.22         | Úspěšné    | |
| 276  | 12. srpna 2024     | ASOG     | Starlink 10-7                   | 363        | B1073.17         | Úspěšné    | |
| 277  | 20. srpna 2024     | ASOG     | Starlink 10-5                   | 366        | B1085.1          | Úspěšné    | |
| 278  | 28. srpna 2024     | ASOG     | Starlink 8-6                    | 367        | B1062.23†        | Neúspěšné  | První booster použitý po dvacáté třetí. Booster se bezprostředně po přistání převrátil kvůli rozlomení přistávací nohy a zničil se. Šlo o první neúspěšné přistání od února 2021, po 267 úspěšných pokusech. |
| 279  | 31. srpna 2024     | ASOG     | Starlink 8-10                   | 368        | B1069.18         | Úspěšné    | |
| 280  | 31. srpna 2024     | OCISLY   | Starlink 9-5                    | 369        | B1081.9          | Úspěšné    | |
| 281  | 5. září 2024       | JRTI     | Starlink 8-11                   | 370        | B1077.15         | Úspěšné    | |
| 282  | 6. září 2024       | OCISLY   | NROL-113                        | 371        | B1063.20         | Úspěšné    | |
| 283  | 10. září 2024      | JRTI     | Polaris Dawn                    | 372        | B1083.4          | Úspěšné    | |
| 284  | 13. září 2024      | OCISLY   | Starlink 9-6                    | 374        | B1071.18         | Úspěšné    | |
| 285  | 17. září 2024      | JRTI     | Galileo L-13                    | 375        | B1067.22         | Úspěšné    | |
| 286  | 20. září 2024      | OCISLY   | Starlink 9-17                   | 376        | B1075.13         | Úspěšné    | |
| 287  | 25. září 2024      | OCISLY   | Starlink 9-8                    | 377        | B1081.10         | Úspěšné    | |
| 288  | 15. října 2024     | ASOG     | Starlink 10-10                  | 380        | B1080.11         | Úspěšné    | |
| 289  | 15. října 2024     | OCISLY   | Starlink 9-7                    | 381        | B1071.19         | Úspěšné    | |
| 290  | 18. října 2024     | JRTI     | Starlink 8-19                   | 382        | B1076.17         | Úspěšné    | |
| 291  | 23. října 2024     | ASOG     | Starlink 6-61                   | 384        | B1073.18         | Úspěšné    | |
| 292  | 24. října 2024     | OCISLY   | NROL-167                        | 385        | B1063.21         | Úspěšné    | |
| 293  | 26. října 2024     | JRTI     | Starlink 10-8                   | 386        | B1069.19         | Úspěšné    | |
| 294  | 30. října 2024     | OCISLY   | Starlink 9-9                    | 387        | B1075.14         | Úspěšné    | |
| 295  | 30. října 2024     | ASOG     | Starlink 10-13                  | 388        | B1078.14         | Úspěšné    | |
| 296  | 7. listopadu 2024  | JRTI     | Starlink 6-77                   | 390        | B1085.3          | Úspěšné    | |
| 297  | 9. listopadu 2024  | OCISLY   | Starlink 9-10                   | 391        | B1081.11         | Úspěšné    | |
| 298  | 11. listopadu 2024 | ASOG     | Starlink 6-69                   | 393        | B1080.12         | Úspěšné    | |
| 299  | 14. listopadu 2024 | OCISLY   | Starlink 9-11                   | 394        | B1082.8          | Úspěšné    | |
| 300  | 14. listopadu 2024 | JRTI     | Starlink 6-68                   | 395        | B1076.18         | Úspěšné    | |
| 301  | 17. listopadu 2024 | ASOG     | Optus-X/TD7                     | 396        | B1077.16         | Úspěšné    | |
| 302  | 18. listopadu 2024 | OCISLY   | Starlink 9-12                   | 397        | B1071.20         | Úspěšné    | |
| 303  | 18. listopadu 2024 | JRTI     | GSAT-20 (GSAT-N2)               | 398        | B1073.19         | Úspěšné    | |
| 304  | 21. listopadu 2024 | ASOG     | Starlink 6-66                   | 399        | B1069.20         | Úspěšné    | |
| 305  | 24. listopadu 2024 | OCISLY   | Starlink 9-13                   | 400        | B1075.15         | Úspěšné    | Celkem 400. start Falconu 9 a 100. start z rampy SLC-4E |
| 306  | 25. listopadu 2024 | JRTI     | Starlink 12-1                   | 401        | B1080.13         | Úspěšné    | |
| 307  | 27. listopadu 2024 | ASOG     | Starlink 6-76                   | 402        | B1078.15         | Úspěšné    | Celkem 400. úspěšný start Falconu 9 a 375. úspěšné přistání. |
| 308  | 30. listopadu 2024 | JRTI     | Starlink 6-65                   | 403        | B1083.6          | Úspěšné    | |
| 309  | 30. listopadu 2024 | OCISLY   | NROL-126 / Starlink N-01        | 404        | B1088.1          | Úspěšné    | |
| 310  | 4. prosince 2024   | ASOG     | Starlink 6-70                   | 405        | B1067.24         | Úspěšné    | První booster použitý po dvacáté čtvrté. |
| 311  | 5. prosince 2024   | OCISLY   | Starlink 9-4                    | 406        | B1081.12         | Úspěšné    | |
| 312  | 5. prosince 2024   | JRTI     | SXM-9                           | 407        | B1076.19         | Úspěšné    | Celkem 100. přistání na autonomní plošině JRTI (99. úspěšné) |
| 313  | 8. prosince 2024   | ASOG     | Starlink 12-5                   | 408        | B1086.2          | Úspěšné    | |
| 314  | 13. prosince 2024  | OCISLY   | Starlink 11-2                   | 409        | B1082.9          | Úspěšné    | Celkem 100. přistání na kteroukoliv z autonomních plošin v roce 2024 |
| 315  | 17. prosince 2024  | ASOG     | GPS III-7 (RRT-1)               | 410        | B1085.4          | Úspěšné    | |
| 316  | 17. prosince 2024  | OCISLY   | NROL-149                        | 411        | B1063.22         | Úspěšné    | |
| 317  | 17. prosince 2024  | JRTI     | O3b mPOWER 7-8                  | 412        | B1090.1          | Úspěšné    | |
| 318  | 23. prosince 2024  | JRTI     | Starlink 12-2                   | 414        | B1080.14         | Úspěšné    | |
| 319  | 29. prosince 2024  | OCISLY   | Starlink 11-3                   | 415        | B1075.16         | Úspěšné    | |
| 320  | 29. prosince 2024  | ASOG     | Astranis: From One to Many      | 416        | B1083.7          | Úspěšné    | |
| 321  | 31. prosince 2024  | JRTI     | Starlink 12-6                   | 417        | B1078.16         | Úspěšné    | |
| 322  | 4. ledna 2025      | ASOG     | Thuraya 4-NGS                   | 418        | B1073.20         | Úspěšné    | |
| 323  | 6. ledna 2025      | JRTI     | Starlink 6-71                   | 419        | B1077.17         | Úspěšné    | |
| 324  | 8. ledna 2025      | ASOG     | Starlink 12-11                  | 420        | B1086.3          | Úspěšné    | |
| 325  | 10. ledna 2025     | OCISLY   | NROL-153                        | 421        | B1071.22         | Úspěšné    | |
| 326  | 10. ledna 2025     | JRTI     | Starlink 12-12                  | 422        | B1067.25         | Úspěšné    | První booster použitý po dvacáté páté. |
| 327  | 13. ledna 2025     | ASOG     | Starlink 12-4                   | 423        | B1080.15         | Úspěšné    | |
| 328  | 15. ledna 2025     | JRTI     | Blue Ghost M1                   | 425        | B1085.5          | Úspěšné    | |
| 329  | 21. ledna 2025     | ASOG     | Starlink 13-1                   | 426        | B1083.8          | Úspěšné    | |
| 330  | 21. ledna 2025     | OCISLY   | Starlink 11-8                   | 427        | B1082.10         | Úspěšné    | Celkem 400. úspěšné přistání boosteru Falcon. |
| 331  | 24. ledna 2025     | OCISLY   | Starlink 11-6                   | 428        | B1063.23         | Úspěšné    | |
| 332  | 27. ledna 2025     | ASOG     | Starlink 12-7                   | 429        | B1076.20         | Úspěšné    | |
| 333  | 1. února 2025      | OCISLY   | Starlink 11-4                   | 431        | B1075.17         | Úspěšné    | |
| 334  | 4. února 2025      | JRTI     | Starlink 12-3                   | 432        | B1069.21         | Úspěšné    | |
| 335  | 8. února 2025      | ASOG     | Starlink 12-9                   | 434        | B1078.17         | Úspěšné    | |
| 336  | 11. února 2025     | OCISLY   | Starlink 11-10                  | 435        | B1071.23         | Úspěšné    | |
| 337  | 11. února 2025     | JRTI     | Starlink 12-18                  | 436        | B1077.18         | Úspěšné    | |
| 338  | 15. února 2025     | ASOG     | Starlink 12-8                   | 437        | B1067.26         | Úspěšné    | První booster použitý po dvacáté šesté. |
| 339  | 18. února 2025     | JRTI     | Starlink 10-12                  | 438        | B1080.16         | Úspěšné    | |
| 340  | 21. února 2025     | ASOG     | Starlink 12-14                  | 439        | B1076.21         | Úspěšné    | Sté úspěšné přistání na platformě ASOG. |
| 341  | 23. února 2025     | OCISLY   | Starlink 15-1                   | 440        | B1082.11         | Úspěšné    | |
| 342  | 27. února 2025     | ASOG     | IM-2 Nova-C                     | 441        | B1083.9          | Úspěšné    | |
| 343  | 27. února 2025     | JRTI     | Starlink 12-13                  | 442        | B1092.1          | Úspěšné    | |
| 344  | 3. března 2025     | JRTI     | Starlink 12-10                  | 443        | B1086.5          | Neúspěšné  | Únik paliva během letu způsobil po přistání na plošinu požár, při němž byl booster zničen. |
| 345  | 13. března 2025    | ASOG     | Starlink 12-21                  | 445        | B1069.22         | Úspěšné    | |
| 346  | 15. března 2025    | JRTI     | Starlink 12-16                  | 448        | B1078.18         | Úspěšné    | |
| 347  | 18. března 2025    | ASOG     | Starlink 12-25                  | 449        | B1077.19         | Úspěšné    | |
| 348  | 26. března 2025    | OCISLY   | Starlink 11-7                   | 452        | B1063.24         | Úspěšné    | |
| 349  | 31. března 2025    | JRTI     | Starlink 6-80                   | 453        | B1080.17         | Úspěšné    | |
| 350  | 1. dubna 2025      | ASOG     | Fram2                           | 454        | B1085.6          | Úspěšné    | |
| 351  | 4. dubna 2025      | OCISLY   | Starlink 11-13                  | 455        | B1088.5          | Úspěšné    | |
| 352  | 6. dubna 2025      | JRTI     | Starlink 6-72                   | 456        | B1078.19         | Úspěšné    | |
| 353  | 7. dubna 2025      | OCISLY   | Starlink 11-11                  | 457        | B1093.1          | Úspěšné    | |
| 354  | 12. dubna 2025     | OCISLY   | NROL-192                        | 458        | B1071.24         | Úspěšné    | |
| 355  | 13. dubna 2025     | ASOG     | Starlink 12-17                  | 459        | B1083.10         | Úspěšné    | |
| 356  | 14. dubna 2025     | JRTI     | Starlink 6-73                   | 460        | B1067.27         | Úspěšné    | |
| 357  | 20. dubna 2025     | OCISLY   | NROL-145                        | 461        | B1082.12         | Úspěšné    | |
| 358  | 25. dubna 2025     | ASOG     | Starlink 6-74                   | 464        | B1069.23         | Úspěšné    | |
| 359  | 28 .dubna 2025     | JRTI     | Starlink 12-23                  | 465        | B1077.20         | Úspěšné    | |
| 360  | 28. dubna 2025     | OCISLY   | Starlink 11-9                   | 466        | B1063.25         | Úspěšné    | |
| 361  | 29. dubna 2025     | ASOG     | Starlink 12-10                  | 467        | B1094.1          | Úspěšné    | |
| 362  | 2. května 2025     | JRTI     | Starlink 6-75                   | 468        | B1080.18         | Úspěšné    | |
| 363  | 4. května 2025     | ASOG     | Starlink 6-84                   | 469        | B1078.20         | Úspěšné    | |
| 364  | 7. května 2025     | JRTI     | Starlink 6-93                   | 470        | B1085.7          | Úspěšné    | |
| 365  | 10. května 2025    | OCISLY   | Starlink 15-3                   | 471        | B1081.14         | Úspěšné    | |
| 366  | 10. května 2025    | ASOG     | Starlink 6-91                   | 472        | B1083.11         | Úspěšné    | |
| 367  | 13. května 2025    | OCISLY   | Starlink 15-4                   | 473        | B1088.6          | Úspěšné    | |
| 368  | 13. května 2025    | JRTI     | Starlink 6-83                   | 474        | B1067.28         | Úspěšné    | První booster použitý po dvacáté osmé. |
| 369  | 14. května 2025    | ASOG     | Starlink 6-67                   | 475        | B1090.4          | Úspěšné    | |
| 370  | 16. května 2025    | OCISLY   | Starlink 15-5                   | 476        | B1093.2          | Úspěšné    | |
| 371  | 21. května 2025    | JRTI     | Starlink 12-15                  | 477        | B1095.1          | Úspěšné    | |
| 372  | 23. května 2025    | OCISLY   | Starlink 11-16                  | 478        | B1075.18         | Úspěšné    | Celkem 450. přistání boosteru Falcon (včetně přistání na pozemní přistávací plochy). |
| 373  | 24. května 2025    | ASOG     | Starlink 12-22                  | 479        | B1069.24         | Úspěšné    | |
| 374  | 27. května 2025    | OCISLY   | Starlink 17-1                   | 480        | B1082.13         | Úspěšné    | |
| 375  | 28. května 2025    | JRTI     | Starlink 10-32                  | 481        | B1080.19         | Úspěšné    | |
| 376  | 30. května 2025    | ASOG     | GPS III-8                       | 482        | B1092.4          | Úspěšné    | |
| 377  | 31. května 2025    | OCISLY   | Starlink 11-18                  | 483        | B1071.25         | Úspěšné    | |
| 378  | 3. června 2025     | JRTI     | Starlink 12-19                  | 484        | B1077‑21         | Úspěšné    | |
| 379  | 4. června 2025     | OCISLY   | Starlink 11-22                  | 485        | B1063‑26         | Úspěšné    | |
| 380  | 7. června 2025     | ASOG     | SXM-10                          | 486        | B1085‑8          | Úspěšné    | |
| 381  | 8. června 2025     | OCISLY   | Starlink 15-8                   | 487        | B1088‑7          | Úspěšné    | |
| 382  | 10. června 2025    | JRTI     | Starlink 12-24                  | 488        | B1083‑12         | Úspěšné    | |
| 383  | 13. června 2025    | OCISLY   | Starlink 15-6                   | 489        | B1081‑15         | Úspěšné    | |
| 384  | 13. června 2025    | ASOG     | Starlink 12-26                  | 490        | B1078‑21         | Úspěšné    | |
| 385  | 17. června 2025    | OCISLY   | Starlink 15-9                   | 491        | B1093‑3          | Úspěšné    | |
| 386  | 18. června 2025    | JRTI     | Starlink 10-18                  | 492        | B1090‑5          | Úspěšné    | |
| 387  | 23. června 2025    | ASOG     | Starlink 10-23                  | 493        | B1069‑25         | Úspěšné    | |
| 388  | 23. června 2025    | OCISLY   | Transporter-14                  | 494        | B1071‑26         | Úspěšné    | |
| 389  | 25. června 2025    | JRTI     | Starlink 10-16                  | 496        | B1080‑20         | Úspěšné    | |
| 390  | 28. června 2025    | ASOG     | Starlink 10-34                  | 497        | B1092‑5          | Úspěšné    | |
| 391  | 28. června 2025    | OCISLY   | Starlink 15-7                   | 498        | B1088‑8          | Úspěšné    | |
| 392  | 1. července 2025   | JRTI     | MTG-S1 / Sentinel-4A            | 499        | B1085‑9          | Úspěšné    | |
| 393  | 2. července 2025   | ASOG     | Starlink 10-25                  | 500        | B1067‑29         | Úspěšné    | Celkem 500. start Falconu 9. První použití boosteru po dvacáté deváté. |
| 394  | 8. července 2025   | ASOG     | Starlink 10-28                  | 501        | B1077‑22         | Úspěšné    | Celkem 500. orbitální start Falconu 9. |
| 395  | 13. července 2025  | JRTI     | Dror-1                          | 502        | B1083‑13         | Úspěšné    | Celkem 500. úspěšný start Falconu 9. |
| 396  | 16. července 2025  | OCISLY   | Starlink 15-2                   | 503        | B1093‑4          | Úspěšné    | |
| 397  | 16. července 2025  | ASOG     | KuiperSat (KF-01)               | 504        | B1096‑1          | Úspěšné    | |
| 398  | 19. července 2025  | OCISLY   | Starlink 17-3                   | 505        | B1082‑14         | Úspěšné    | |
| 399  | 22. července 2025  | JRTI     | O3b mPOWER 9 & 10               | 506        | B1090‑6          | Úspěšné    | |
| 400  | 26. července 2025  | ASOG     | Starlink 10-26                  | 508        | B1078‑22         | Úspěšné    | Čtyřstý pokus o přistání boosteru, 388. úspěšný. |
| 401  | 27. července 2025  | OCISLY   | Starlink 17-2                   | 509        | B1075‑19         | Úspěšné    | |
| 402  | 30. července 2025  | JRTI     | Starlink 10-29                  | 510        | B1069‑26         | Úspěšné    | |
| 403  | 31. července 2025  | OCISLY   | Starlink 13-4 + Starshield      | 511        | B1071‑27         | Úspěšné    | |